# Xã Green, Quận Indiana, Pennsylvania
Xã Green (tiếng Anh: Green Township) là một xã thuộc quận Indiana, tiểu bang Pennsylvania, Hoa Kỳ. Năm 2010, dân số của xã này là 3.839 người.